# Белозёрка (Винницкая область)
Белозёрка (укр. Білозірка) — село на Украине, находится в Литинском районе Винницкой области.
Код КОАТУУ — 0522486402. Население по переписи 2001 года составляет 98 человек. Почтовый индекс — 22300. Телефонный код — 4347.
Занимает площадь 0,031 км².

## Адрес местного совета
22344, Винницкая область, Литинский р-н, с. Сосны, ул. Центральная, 8